# Vladislav Pavlyuchenko
Bản mẫu:Eastern Slavic name
Vladislav Mikhailovich Pavlyuchenko (tiếng Nga: Владислав Михайлович Павлюченко; sinh ngày 14 tháng 2 năm 1996) là một cầu thủ bóng đá người Nga thi đấu cho FC Ural-2 Yekaterinburg.

## Sự nghiệp câu lạc bộ
Anh có màn ra mắt tại Giải bóng đá chuyên nghiệp quốc gia Nga cho FC Ural-2 Yekaterinburg vào ngày 17 tháng 8 năm 2017 trong trận đấu với F.K. Volga Ulyanovsk.